# Iglesia parroquial de Nuestra Señora de la Asunción (Catí)
La parroquia de Catí se encuentra situada entre la plaza de la Iglesia y la calle Mayor del término municipal, lugar este último en el que se encuentran ubicadas otras construcciones emblemáticas de época medieval como la Casa de la Vila (también conocida como Lonja) o el Palacio de los Miralles. El templo, dedicado a la Asunción de la Virgen, es uno de los edificios más relevantes del conjunto histórico artístico de Catí, declarado Bien de Interés Cultural el 3 de diciembre de 2004.

## Tipología constructiva
Construida en piedra de sillar y mampostería, entre los siglos XIII y XVIII, el templo es un magnífico ejemplo de parroquia de repoblación cristiana. Su construcción se inició en el siglo XIII, siguiendo el sistema constructivo de arcos de diafragma con techumbre de madera. Esta tipología fue muy común en las comarcas septentrionales de la Comunidad Valenciana (Los Puertos de Morella y el Maestrazgo) conservándose otros ejemplos casi idénticos en disposición, dimensiones y fábricas como las parroquias de Vallibona y San Juan de Morella.
A esta estructura primitiva de nave única (32 x 10,5 m) con testero recto, se añadieron durante los siglos XIV y XV diversas capillas laterales que no llegaron a desvirtuar el sentido de espacio único que posee el templo originario. La primera en ser levantada fue la de San Blas, en el año 1354, seguida de las de San Miguel y San Pedro Apóstol, de 1377, realizada por Bertomeu Duran para la familia Montserrat. En 1389 Jaume Sans construyó la capilla de San Martín, patrón de Catí, y en 1447 se levantó la capilla de los Santos Juanes a instancias de la familia Sentjoan. En 1448 Pedro Crespo construye la conocida como primera capilla de la Pasión, que luego pasará a llamarse de San Pedro Mártir y San Lorenzo, realizada a expensas de la familia Espígol en 1460. En el año 1451 Pedro Crespo y Antonio Arbó edifican la que se conoce como segunda capilla de la Pasión en cuyos arcos podemos ver distintos elementos de la Pasión de Cristo. En el año 1937 cuatro de las capillas laterales del lado del evangelio se derribaron con el fin de ensanchar la calle Mayor.
De época medieval destaca la portada del lado norte, situada en la calle Mayor, de tradición románica que perteneciente al edificio primitivo levantado en el siglo XIII. Posee dos arquivoltas planas de medio punto con bordes achaflanados y guardapolvos. Las impostas presentan una decoración vegetal y zoomorfa en la que se encuentran representados algunos tipos de cuadrúpedos y un dragón. También resulta interesante la sencilla portada del lado meridional, cuya ejecución debe situarse a finales del siglo XV o comienzos del siglo XVI, presentando un gran arco de medio punto formado por larguísimas dovelas y guardapolvos liso. Las obras de restauración efectuadas recientemente en el templo por la Fundación La Luz de las Imágenes, han sacado a la luz en el presbiterio de la iglesia una parte del primitivo alfarje medieval de madera que durante siglos permaneció oculto por una bóveda tabicada de ladrillo.

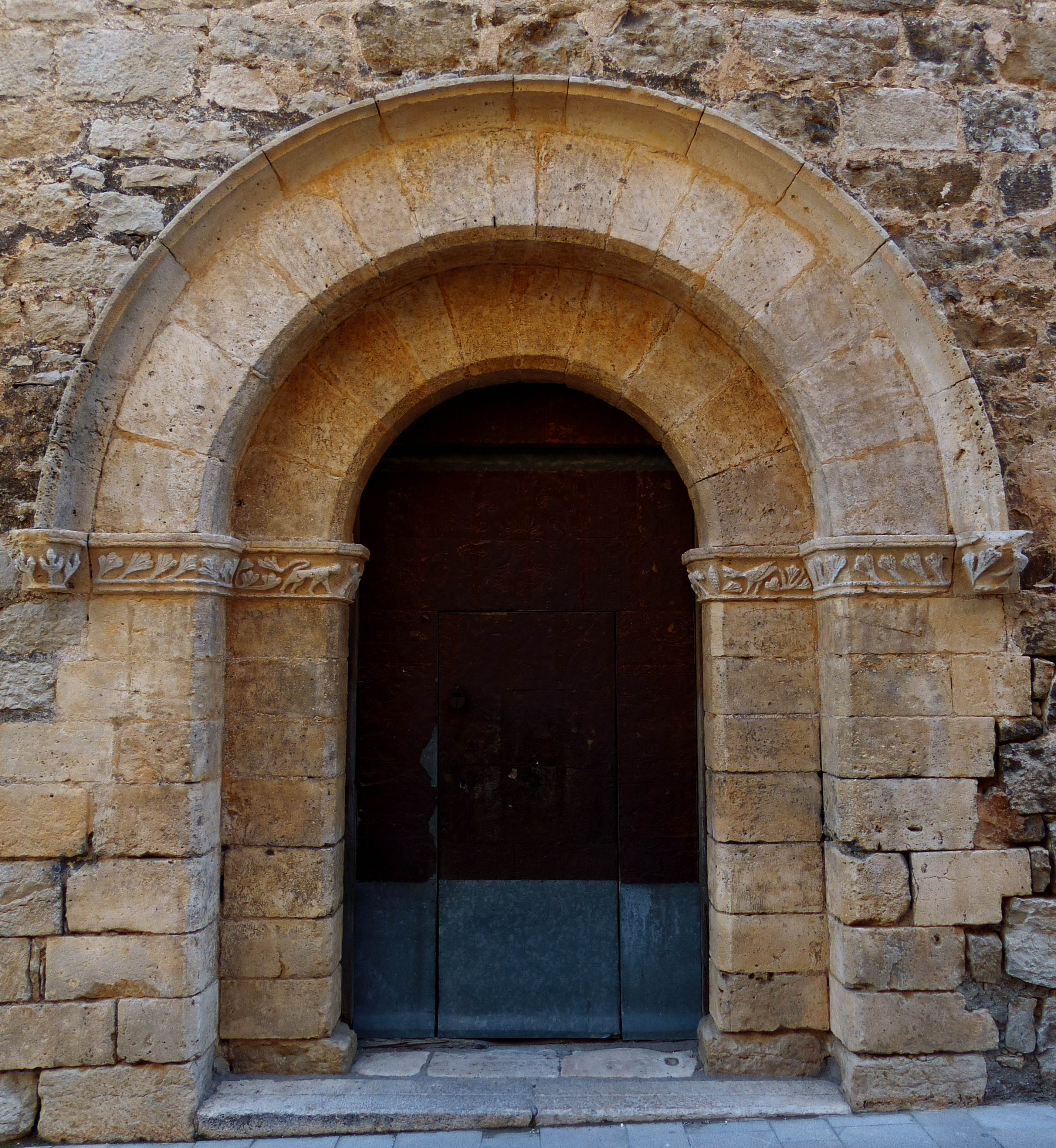
Portada románica de finales del siglo XIII situada en la calle Mayor
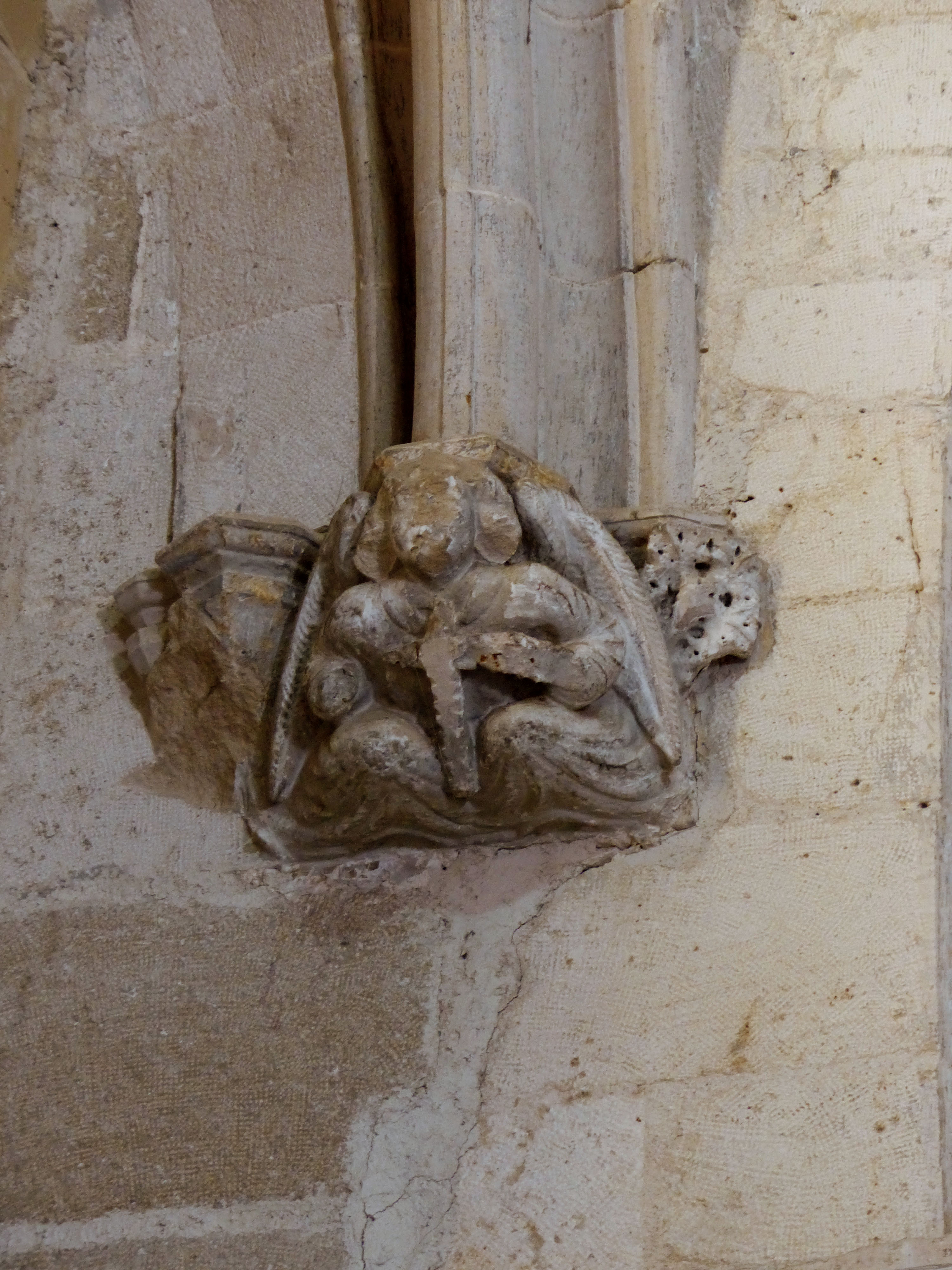
Decoración de la capilla de la Pasión. Pedro Crespo y Antonio Arbó
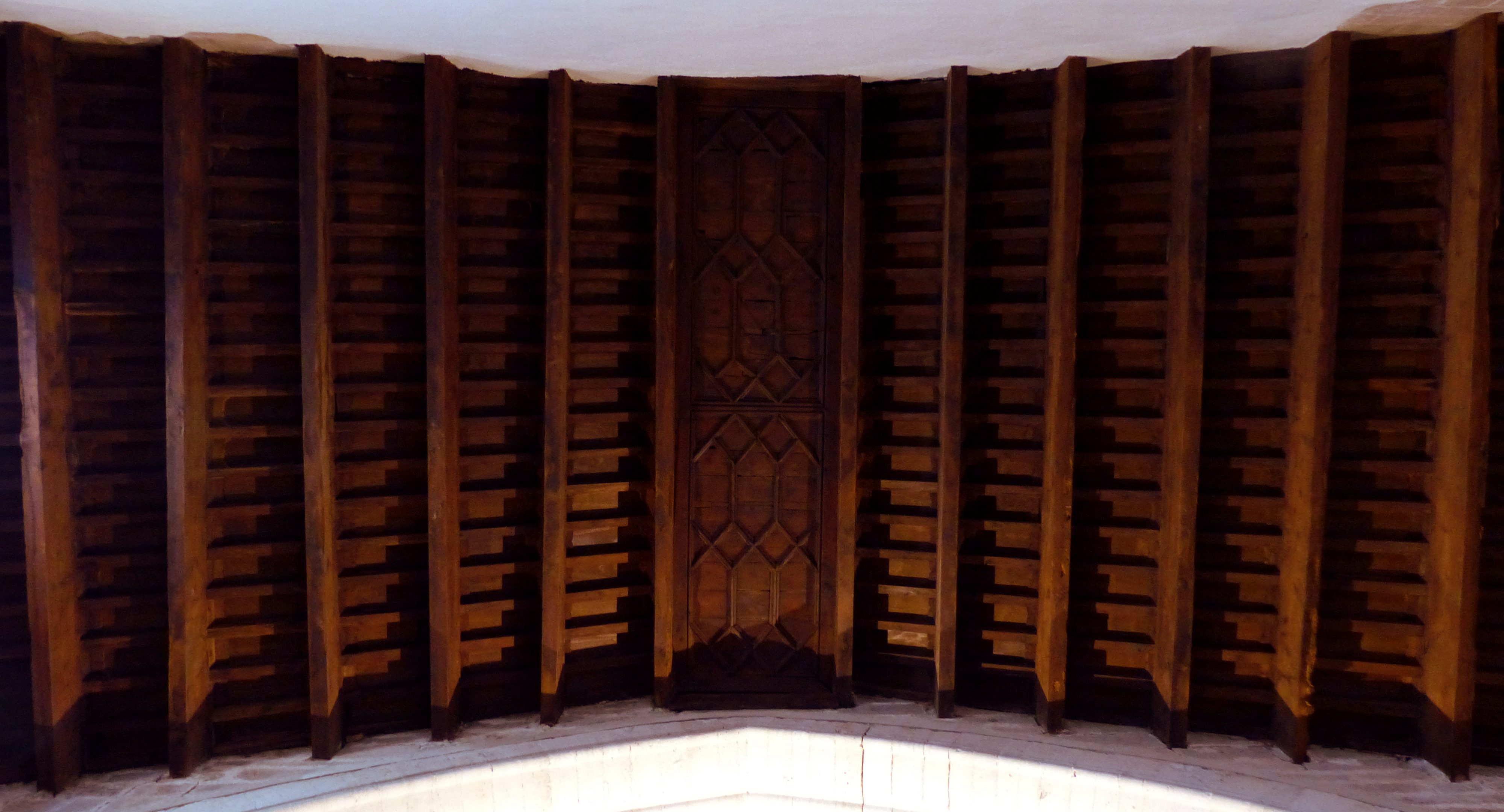
Alfarje medieval descubierto en la reciente restauración del edificio
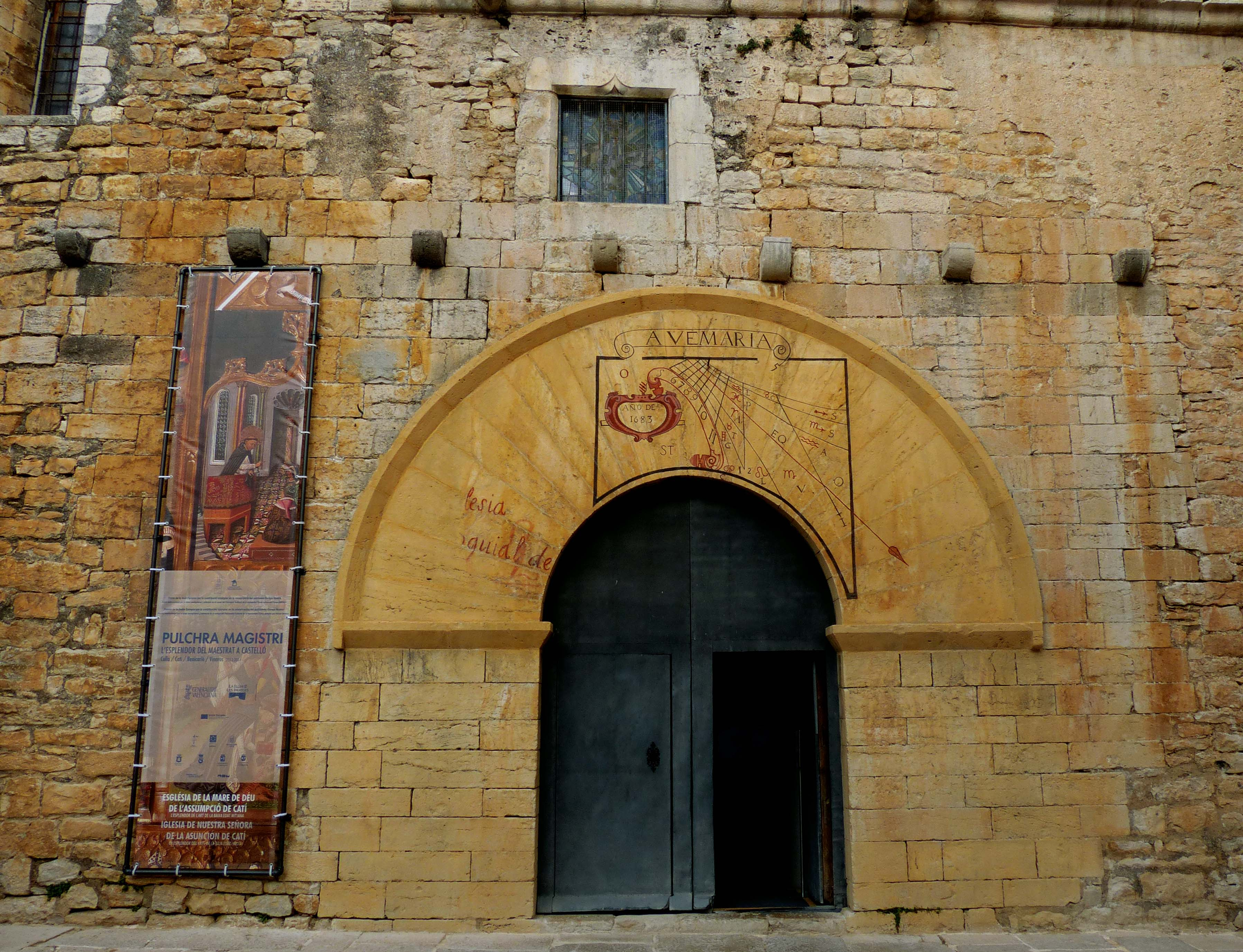
Portada principal del lado meridional en la plaza de la Iglesia

## Reformas posteriores

### SigloXVII
A lo largos de los siglos se realizaron en la parroquia diferentes intervenciones arquitectónicas que modificaron su primitivo aspecto. En el siglo XVII, entre todas, la más llamativa y que cambió en gran medida el aspecto interior del templo fue la construcción de una bóveda tabicada con forma de cañón con lunetos y decorada con la técnica del esgrafiado. Esta decoración de esgrafiados permanecía oculta tras varias capas de pintura blanca y, en el año 2013, fue recuperada en su integridad en los trabajos de restauración del edificio, realizados por la Fundación La Luz de las Imágenes. En ella hoy se puede apreciar una rica decoración con simbología cristiana, en la que abundan los motivos vegetales y diferentes elementos extraídos del bestiario medieval.
Otras reformas efectuadas en el siglo XVII fueron la construcción de la balaustrada del coro (1609) y el campanario (1615) por el maestro cantero Pedro del Sol.
También en el siglo XVII (1683) se realizó el reloj de sol pintado sobre la puerta del lado meridional, que fue restaurado en el año 2008 por la Fundación Blasco de Alagón. Orientado a la vertiente este, señala la hora solar diaria, desde la salida del sol al mediodía, a través de la distinta orientación y longitud de la sombra que proyecta la varilla o gnomon. Las líneas horarias indican la evolución diurna del sol (360.º sobre la esfera terrestre para 24 horas, es decir, 15.º en una hora). Por su decoración y su trazado, es uno de los relojes de sol más interesantes de los que se conservan en la provincia de Castellón puesto que, además de las horas, también muestra los equinoccios, los solsticios y los signos del zodíaco.

### SigloXVIII
En el siglo XVIII se llevó a cabo una de las reformas más importantes: la construcción de la capilla de la Comunión, cuyos trabajos se iniciaron el 3 de mayo de 1642 a instancias del padre Francisco Celma. Aunque su fábrica y su aspecto exterior son sencillos, en su interior posee un importante conjunto pictórico al fresco realizado por el sanmatevano Pascual Mespletera, cuya actividad está documentada en Catí entre los años 1737 y 1746. Mespletera realizó las pinturas entre los años 1744 y 1747, siguiendo un programa ideado por el padre Celma, representando una exaltación del santísimo sacramento de la Eucaristía. En el espacio central de la bóveda interior de la capilla figura un cáliz con una hostia consagrada circundada de rayos y flanqueada por dos ángeles portando incensarios. En la parte inferior figura Santo Tomás de Aquino, como Doctor Angélico, invitando a todos los santos de la Iglesia católica a la celebración eucarística. En el cortejo celestial figuran nueve ángeles mancebos portando filacterias con el canto del Panis Angelicus.

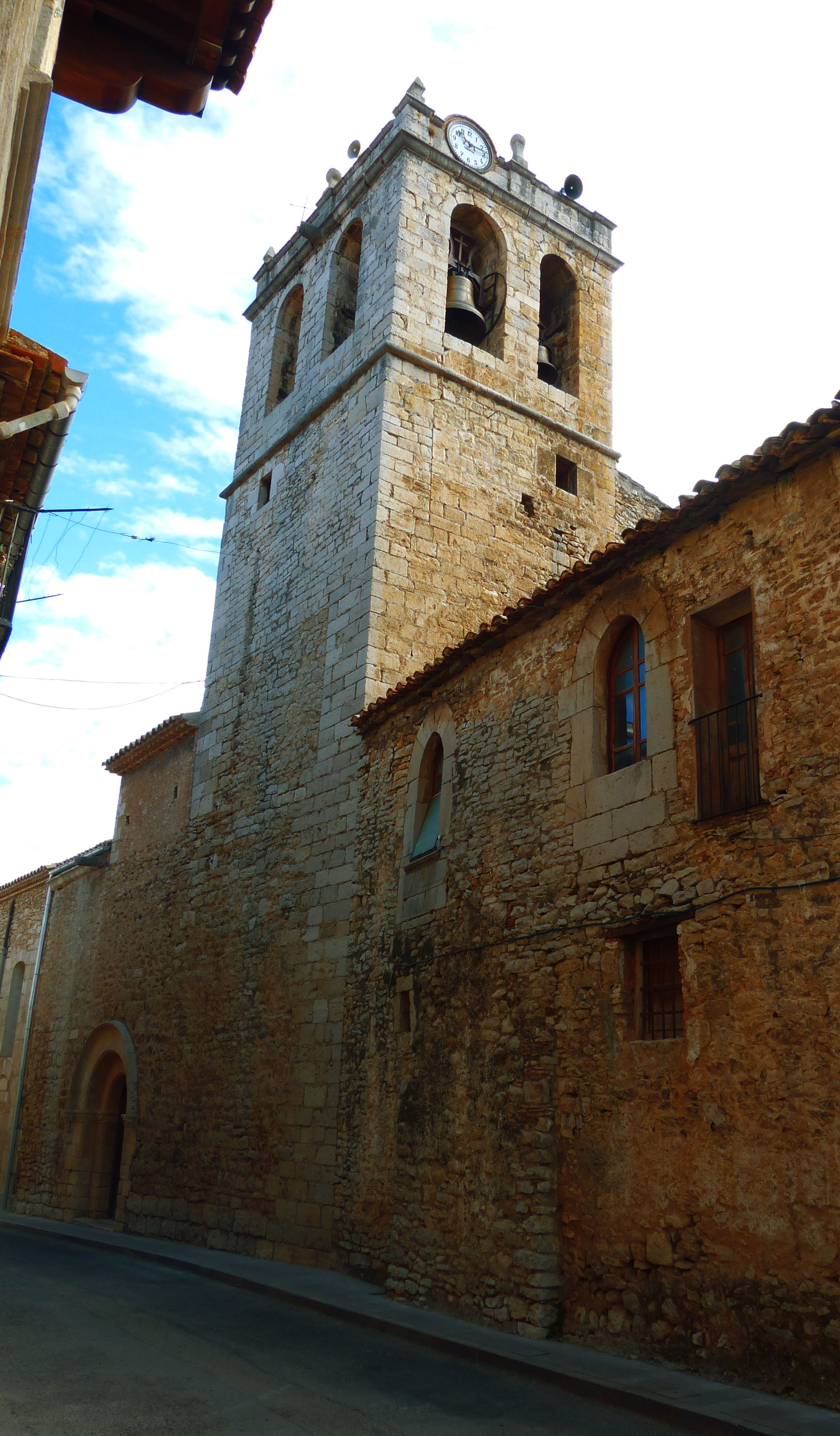
Vista del campanario de la parroquia desde la calle Mayor
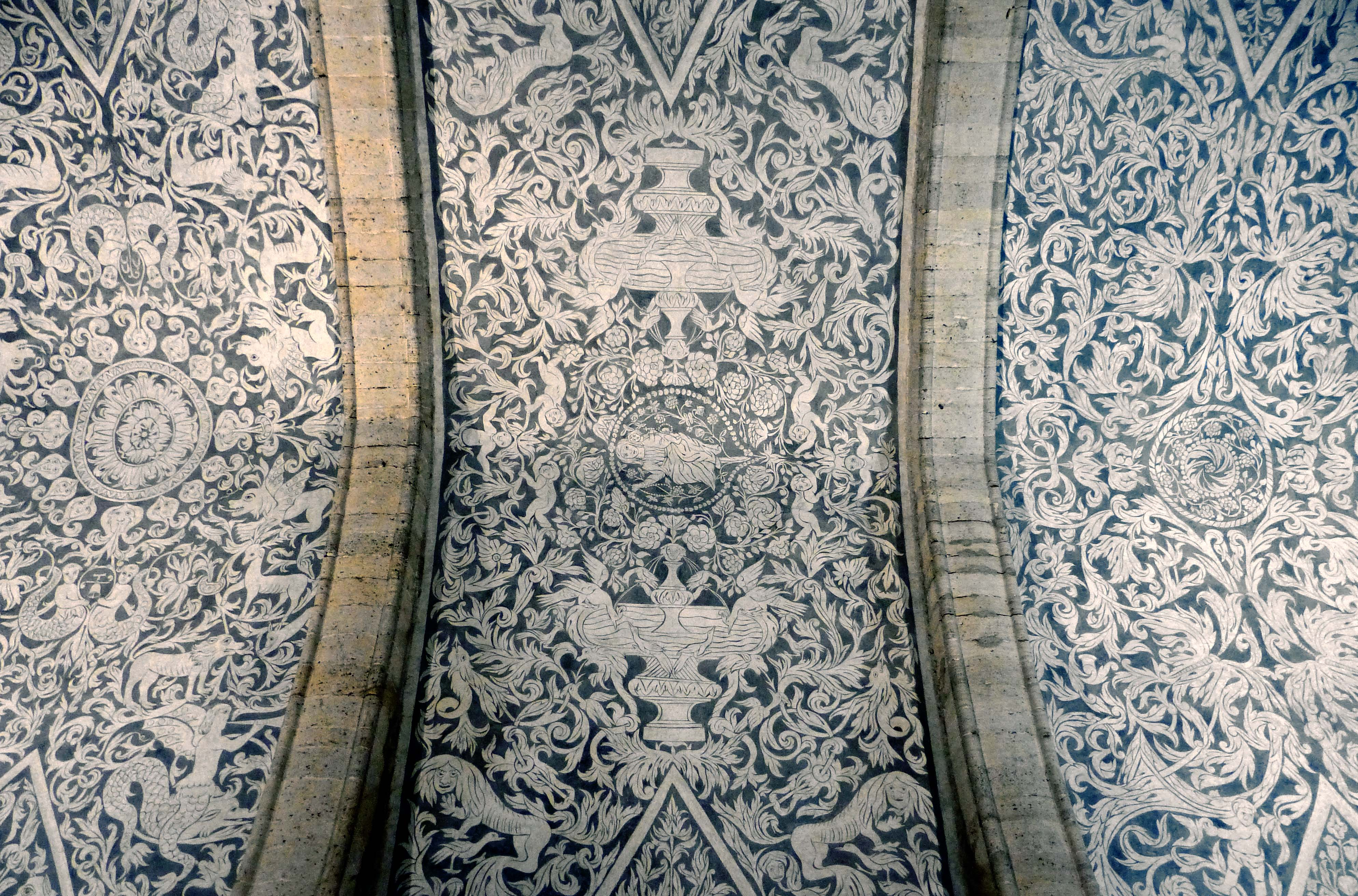
Detalle de las bóvedas con la decoración de esgrafiados barrocos
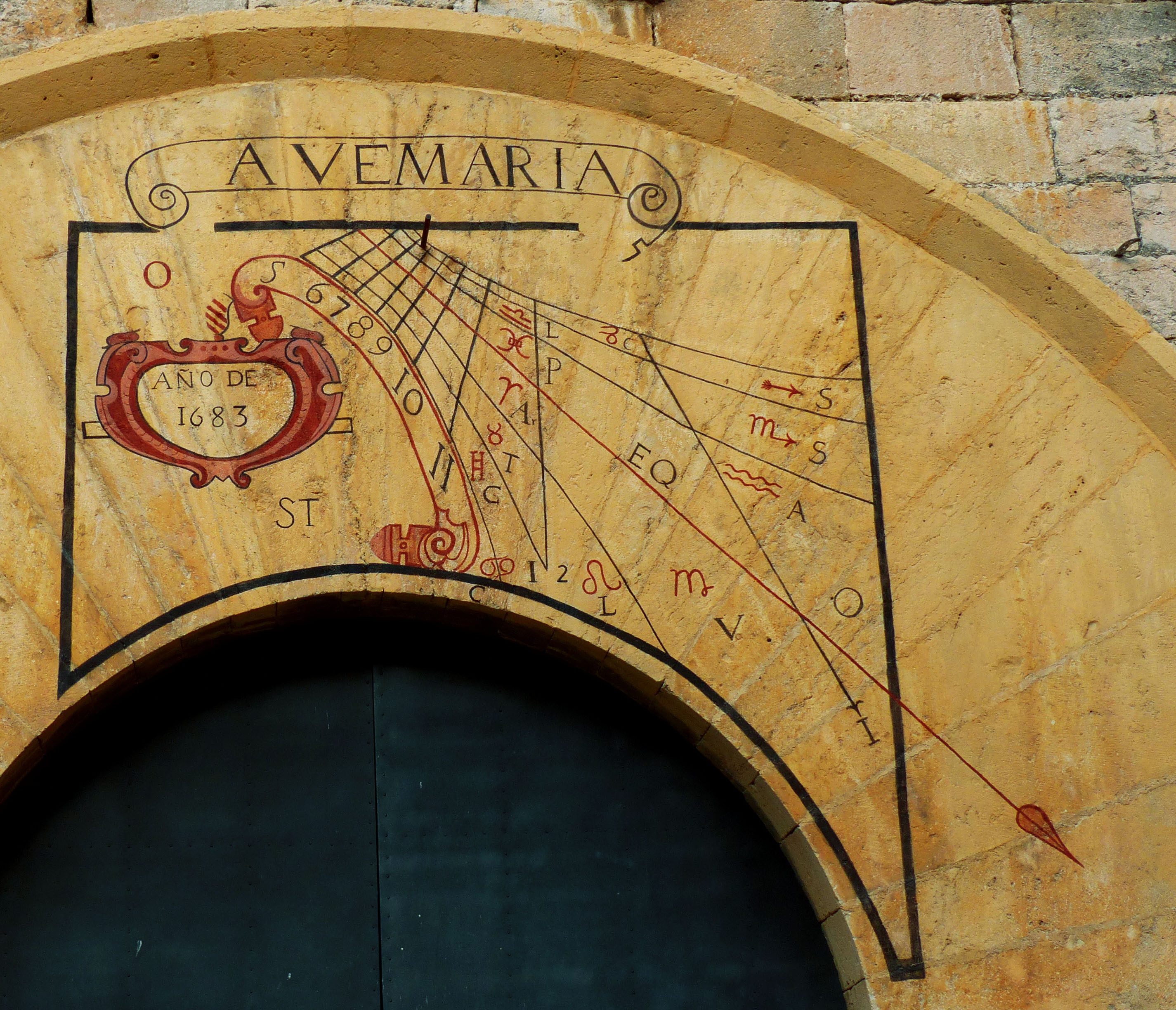
Reloj de sol situado en la portada de acceso de la plaza de la Iglesia
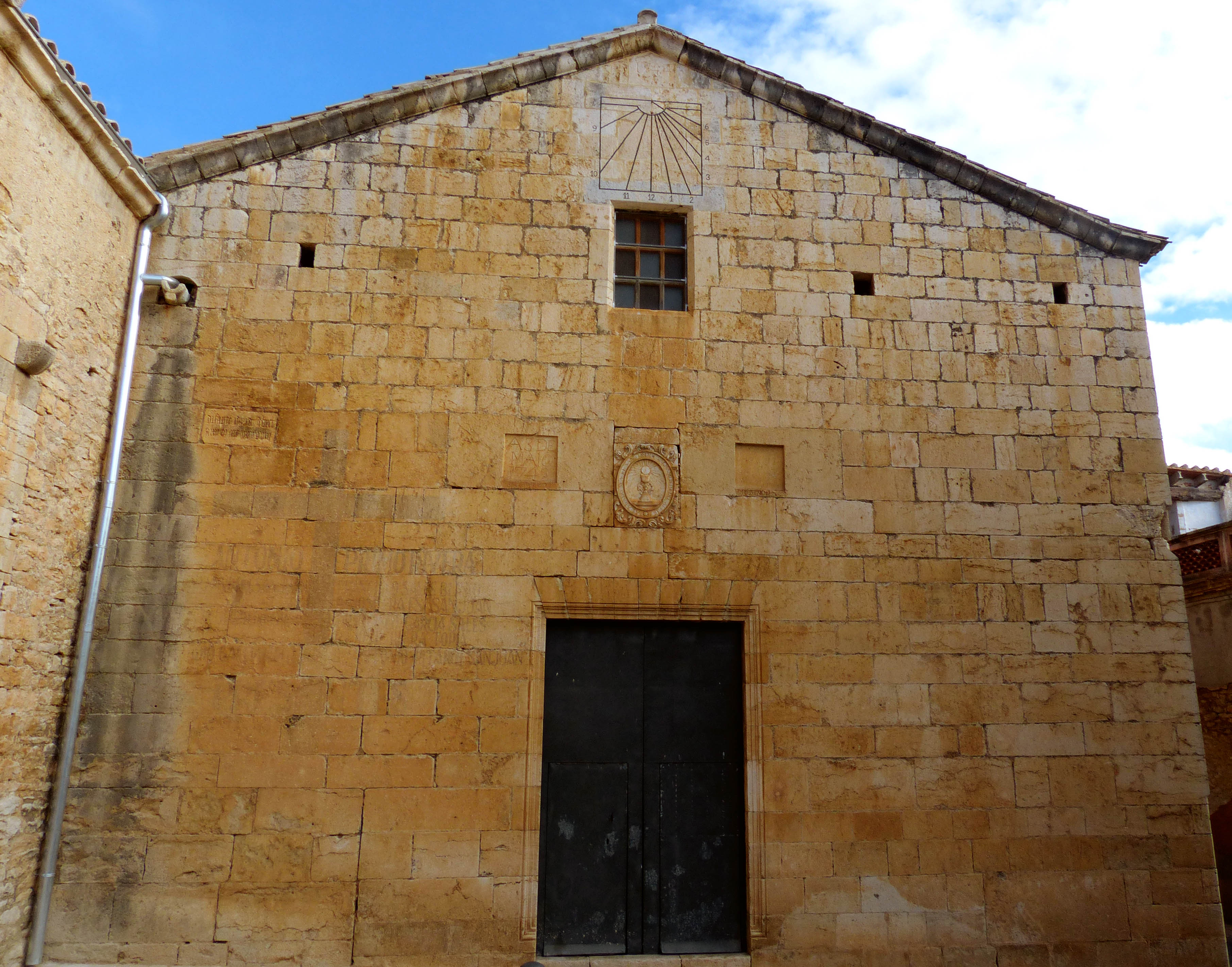
Fachada y puerta de ingreso a la capilla de la Comunión
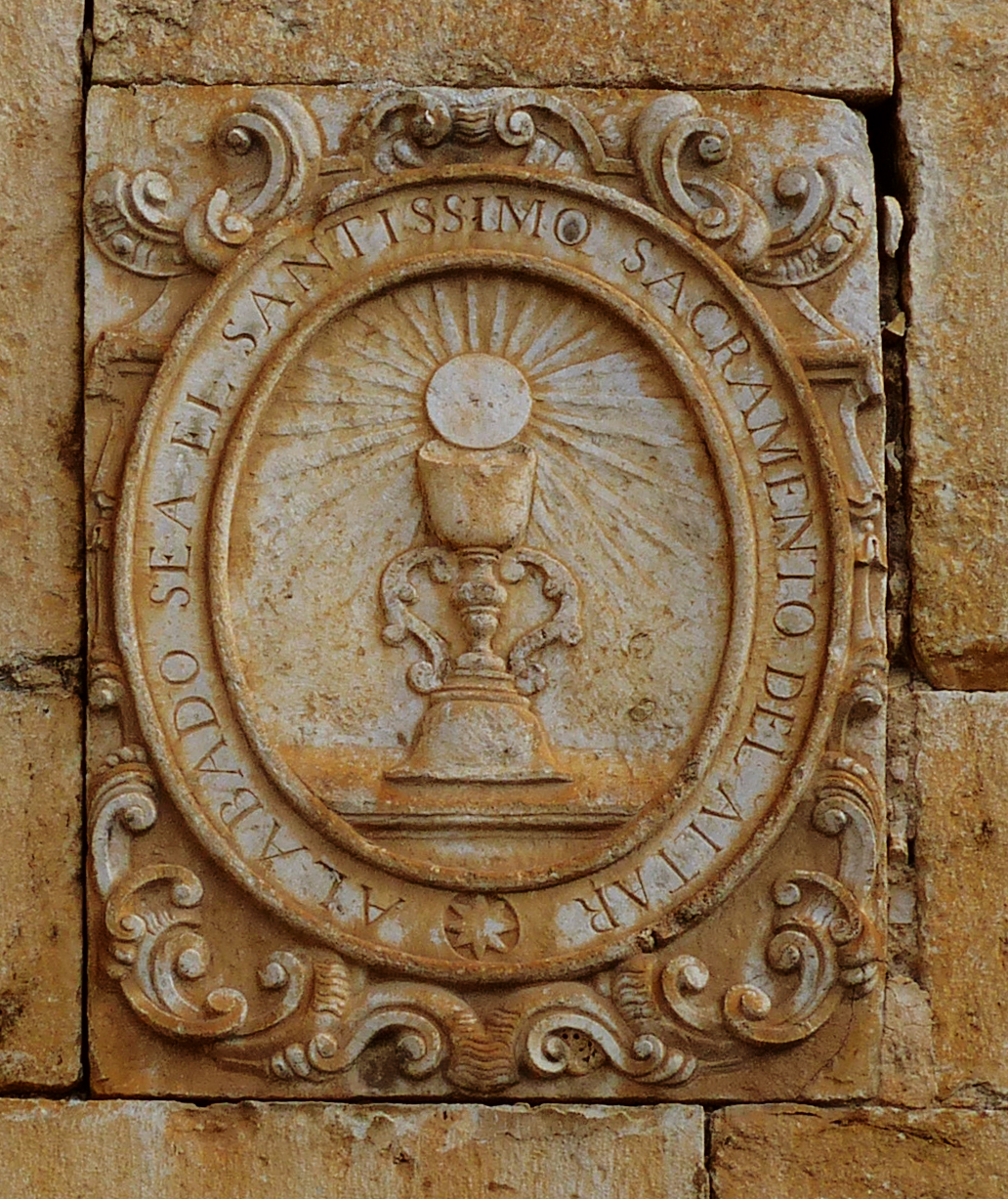
Bajorrelieve de temática eucarística esculpido en la fachada de la capilla de la Comunión
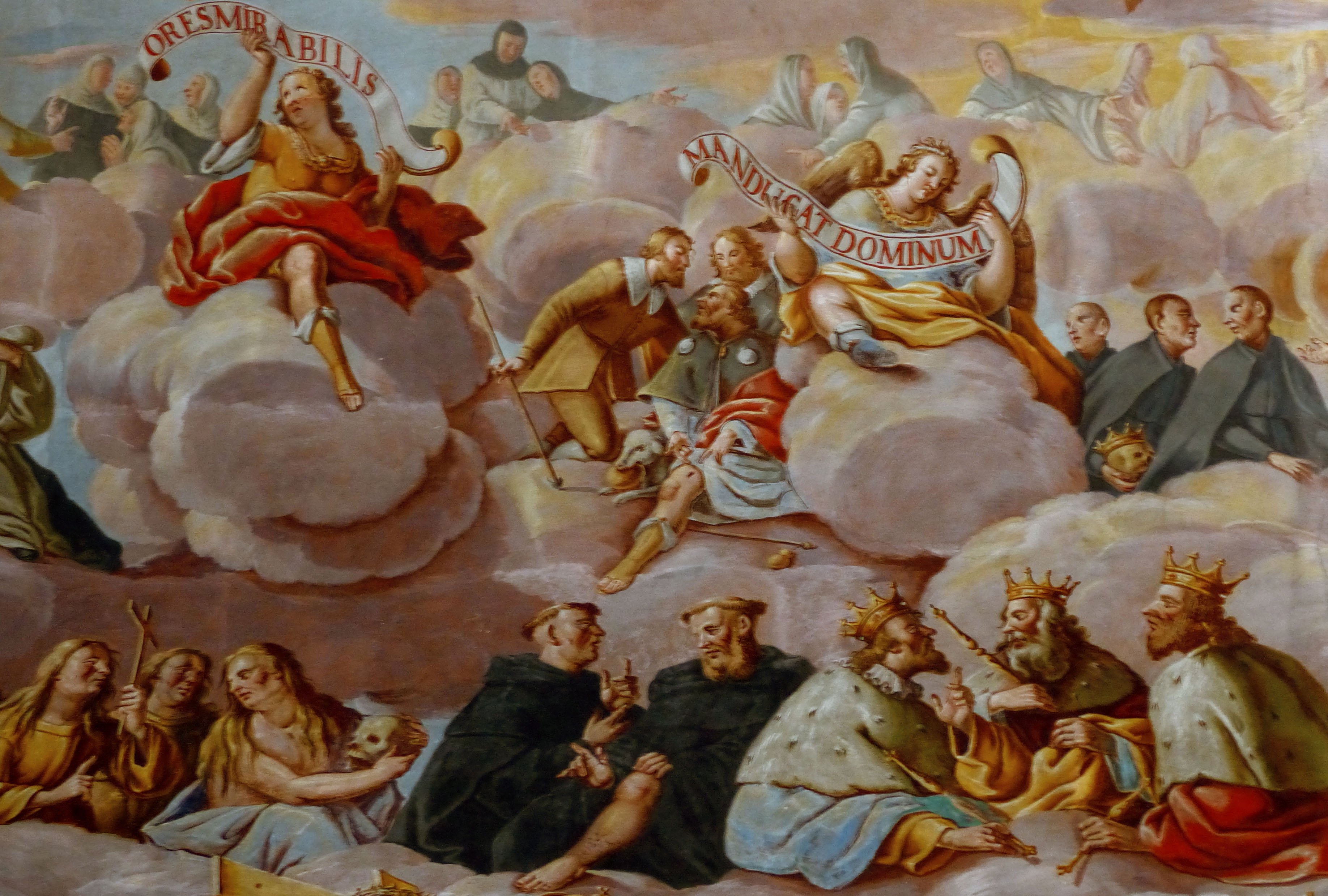
Detalle de las pinturas realizadas por Pascual Mespletera en la bóveda de la capilla de la Comunión

## Tesoro parroquial

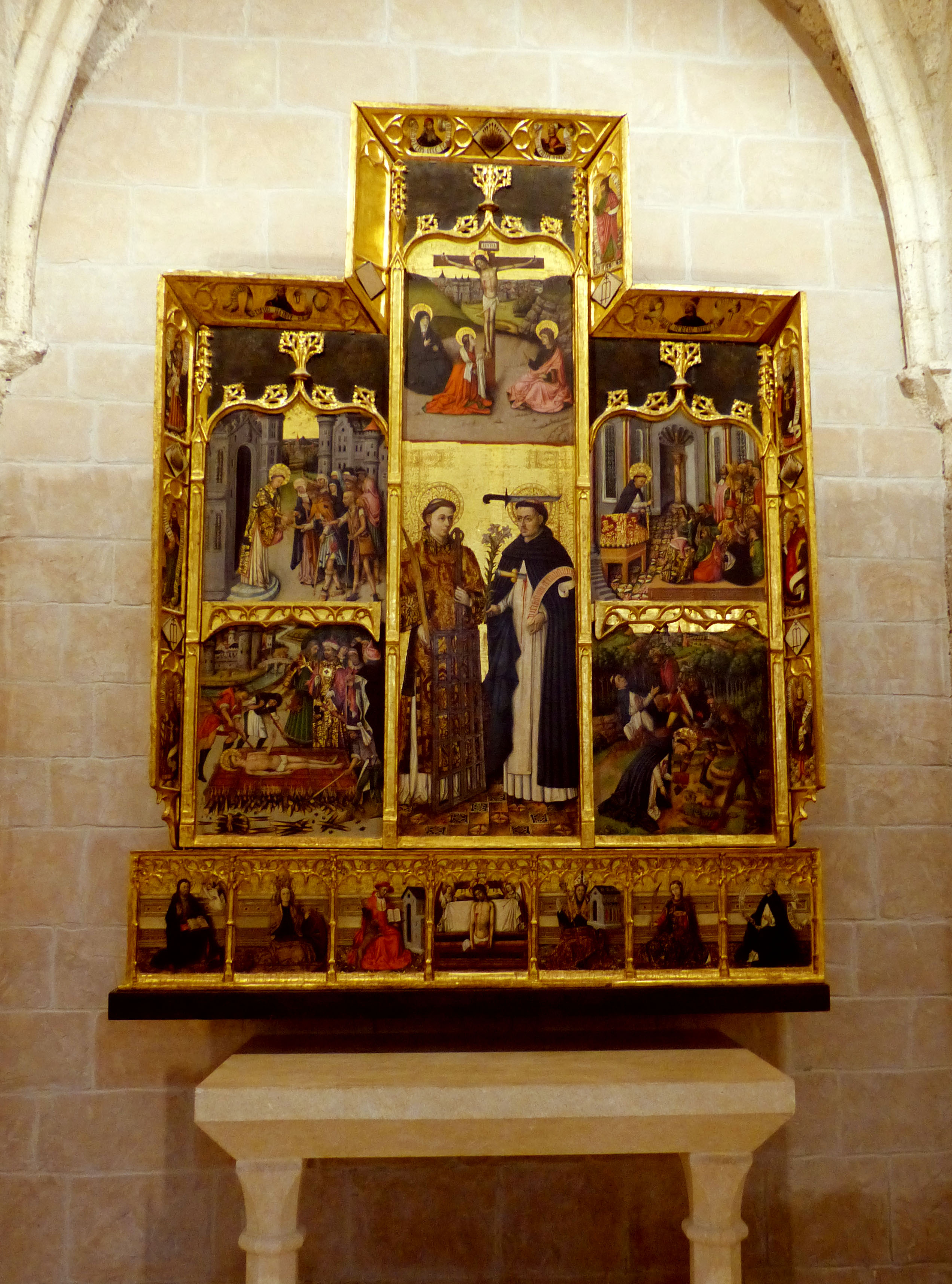
Retablo de San Lorenzo y San Pedro de Verona. Joan Reixach. ca. 1460

La parroquia atesora un importante conjunto de bienes muebles entre los que destaca el Retablo de San Lorenzo y San Pedro de Verona, uno de los escasos retablos medievales que se conserva en el mismo templo para el que fue concebido. Según un documento notarial, fechado el 23 de enero de 1460, fue concertado por Ramón Sanjoan, albacea del mercader Joan Espígol, con el pintor valenciano Jaume Baço “Jacomart”, aunque su ejecución final fue realizada por Juan Rexach (Joan Reixach). Según el encargo, la obra debía realizarse en el plazo de un año, debía medir diez palmos de ancho y trece de alto, y tenía que estar decorada y pintada con buenos colores, por el precio de cuarenta y dos libras y diez sueldos. En la espiga había de tener el Crucifijo, a un lado la Virgen María, al otro San Juan Evangelista. En medio del retablo San Lorenzo y San Pedro Mártir, de la Orden de Predicadores y a un lado y otro dos historias de los mencionados santos. En el bancal, la Piedad; a la derecha la Virgen María y a la izquierda San Juan, Santa Lucía y San Agustín. Fueron testigos Jaime Sastre y Sancho Aznar. Se le conoce como retablo de San Pedro Mártir y también como retablo Espígol, porqué se pagó con sus bienes. En el extremo derecho de la predela está representado Vicent Ferrer que acababa de ser canonizado por el papa valenciano Calixto III.
De época medieval en la parroquia también se conservan otras obras como el Peiró dels Avinyó, cruz de carácter funerario realizada en piedra en el año 1374 por Giacomo Avinyó, trasladada en 1911 desde el antiguo cementerio.
En orfebrería destacan diferentes piezas atribuidas al orfebre morellano Joan Santalinea como una Cruz de rogativas (ca. 1430), un portaviático con crismera y la magnífica Cruz procesional mayor (118 x 56’3 cm), realizada en plata sobredorada en el último tercio del siglo XV. Del siglo XVIII son diferentes obras salidas del taller de los Piñol, orfebres oriundos de Vinaroz, entre las que sobresalen una Custodia eucarística de Antonio Piñol (1792) y un juego de tres lámparas votivas (dos situadas en el presbiterio y una en la capilla de la Comunión) que fueron entregadas a la parroquia en 1802 por Vicent Sanjuan. En el presbiterio de la iglesia se conserva parte de la antigua sillería del coro, realizada en el año 1795 por el escultor Josep Gisbert, en la que en una serie de medallones en bajorrelieve aparecen representados Cristo y los doce apóstoles.